# Jiangxi Changhe-Suzuki Automobile
Jiangxi Changhe-Suzuki Automobile Limited Liability Company, etwas verkürzt auch als Jiangxi Changhe-Suzuki Automobile Co. Ltd. bezeichnet, war ein Automobilhersteller und Joint-Venture-Unternehmen aus der Volksrepublik China.

## Unternehmensentwicklung
Lange Zeit ist Jiangxi Changhe-Suzuki Automobile Co. Ltd. im Teilbesitz eines Mutterkonzerns namens Changhe Aircraft Industries Group Co. Ltd. (einem Konzern mit im Laufe der Zeit wechselnden Unternehmensbezeichnungen) gewesen, der zuletzt dem Dachkonzern Aviation Industry Corporation of China gehört hat. Dadurch hat der Mutterkonzern und später auch der Dachkonzern maßgebenden Anteil an der anfänglichen Entwicklung dieses Joint-Venture-Unternehmens gehabt.
Obwohl die Changhe Aircraft Industries Group bereits 1969 als Staatsunternehmen gegründet wurde und sich dieses Unternehmen als Schwerpunkt seiner Arbeit mit dem Bau von Hubschraubern befasst, entstand durch dieses, wenn auch spät, im Jahr 1982 ein Werk zum Automobilbau. Dies ist wohl unter anderem der Tatsache geschuldet, dass die behördliche Leitung der Changhe Aircraft Industries Group von seiner Gründung an bis zum April 1982 von einem „No.3 Mechanical Industry Department“ ausgeübt wurde, einer Institution, die erst im April 1982 in das „Ministry of Aviation Industry“ (Ministerium für Luftfahrtindustrie) übergegangen ist, das heißt, dass dieses Unternehmen lange Zeit von einer Behörde dirigiert wurde, die im Hinblick auf ihre Zuständigkeit breit ausgerichtet war. In dem Automobilwerk wurde zunächst der Suzuki Carry ST 90VT (Baureihe von 1979 bis 1985, vierte Generation) in Lizenz unter der Modellbezeichnung CH1010 / CH6320 bis 1984 gebaut. Danach folgte eine Vielzahl von Lizenzbauten in Zusammenarbeit mit Suzuki. Durch eine Joint-Venture-Firmengründung vom 1. Juni 1995 zwischen der China Aviation Industry Corporation, dem damaligen Dachkonzern von Changhe Aircraft, mit der japanischen Suzuki Motor Corporation wurde diese Beziehung noch weiter vertieft. So entstand die Jiangxi Changhe-Suzuki Automobile Limited Liability Company. Das Unternehmen wurde mit folgenden Kapitalanteilsverhältnissen gegründet: China Aviation Industry Corp.: 51%, Suzuki Motor Corp.:39%, OKAYA & Co.: 10%. (Die Kapitalanteilsverhältnisse sind im Frühjahr 2009 geändert worden: 41 % Jiangxi Changhe Auto, 10 % AviChina Industry & Technology, 25,1 % Suzuki Motor Corp., 20,9 % Suzuki China Investment, 3 % OKAYA & Co. Im Herbst 2013 gab es wohl abermals eine Änderung.) Hergestellt werden die Produkte des Unternehmens unter dem Markenlabel Suzuki und seit 2002 gegebenenfalls auch unter Changhe (Einzelheiten dazu siehe weiter unten).
Mit der Joint-Venture-Firmengründung einhergehend, die für die Zusammenarbeit mit Suzuki gedacht war, fasste man bei Changhe Aircraft und der beaufsichtigenden Dachorganisation auch den Gedanken, zugehörige Unternehmensabteilungen, die sich mit Motoren und Automobiltechnik beschäftigten, in Automobil-Tochterunternehmen auszugliedern. So wurde unter anderem am 26. November 1999 die Firma Jiangxi Changhe Automobile Co. Ltd. gegründet. Erst in einem späteren Schritt im Jahre 2002 wurde dann für diesen Automobilhersteller die Automarke Changhe geformt. Diese Marke wurde seither teilweise auch für das Labeln von Fahrzeugen von Jiangxi Changhe-Suzuki Automobile verwendet, sofern sowohl die chinesische als auch die japanische Seite einen wesentlichen Anteil an der Entwicklung des jeweiligen produktionsreifen Prototypen eingebracht haben, der dann in Serie ging, und sich somit beide Seiten ein Anrecht an der Vermarktung der betreffenden Fahrzeugkonstruktion erarbeitet hatten. In einem solchen Fall wurde ein Teil der produzierten Fahrzeuge mit dem Changhe-Logo (stellvertretend für die Firma Jiangxi Changhe Automobile) versehen, ein anderer Teil der produzierten Fahrzeuge dagegen mit dem Suzuki-Logo (stellvertretend für die Firma  Jiangxi Changhe-Suzuki Automobile).
Im November 2009 ist dann die Jiangxi Changhe Automobile Co. Ltd. („Changhe Auto“) vom Dachkonzern Aviation Industry Corporation of China, der dem Mutterkonzern Changhe Aircraft Industries Group übergeordnet ist, an die China Chang’an Automobile Group Co., gelegentlich verkürzt als Changan Automobile Group bezeichnet, übertragen worden. Im Gegenzug erhielt die Aviation Industry Corporation of China einen 23-prozentigen Anteil an China Changan Automobile Group Co., während der Dachkonzern von China Chang’an Automobile Group Co., nämlich die China Weaponry Equipment Group Co., über die restlichen 77 Prozent verfügt. (Letztere hat also 23% abgegeben.)
Ungefähr ab Mitte des Jahres 2011 ist von Changhe-Suzuki Auto zusätzlich zu dem klassischen Suzuki-Logo, dem gezackten S, noch ein weiteres Logo zum Labeln der Fahrzeuge verwendet worden: Zwei sich schneidende, abgerundete Trapezhälften, die in einem deformierten Ring – ähnlich zu so manch einer Gürtelschnalle – einbegriffen sind, bildeten ein neues, weiteres Logo.
Im Herbst 2013 hat die Provinzregierung von Jiangxi die Firma Jiangxi Changhe Automobile Co. Ltd. mit Hilfe eines Transfers von Assets an die China Chang’an Automobile Group in deren vollständigen Besitz zurückgeführt, um anschließend einen finanzkräftigen Investor für Changhe Auto zu gewinnen, da Chang’an in den vier Jahren seiner Leitungsaufsicht über Changhe Auto es nicht vermocht hatte, Changhe auf Wachstumskurs zu halten. So ist der BAIC-Konzern zum neuen Besitzer mit 70 % Anteilsbesitz an Changhe geworden; die restlichen 30 % verblieben im Besitz der Regionalregierung von Jiangxi. Für die Suzuki Motor Corporation hat dies die Chemie in der Zusammenarbeit mit dem Partnerunternehmen völlig auf den Kopf gestellt, da nun nicht mehr ein kleiner chinesischer Autohersteller namens Changhe Auto und eine Provinzregierung Joint-Venture-Partner waren, sondern ein mächtiger Autokonzern, nämlich BAIC, zum Partner wurde. Die Partner konnten nun nicht mehr auf Augenhöhe zueinander finden. Hinzu kam, dass der Markt in China sich rasant veränderte. Während das Joint-Venture Hochdachkombis, Minivans und kleinere Großraumlimousinen produzierte, lag die Hauptnachfrage nun bei SUVs, was in den Folgejahren zum Jahr 2013 zu einem Nachfragerückgang führte. So kam es, dass in der ersten Hälfte des Jahres 2018 gerade einmal 24.900 Fahrzeuge des Changhe-Suzuki-Joint-Ventures auf dem chinesischen Markt abgesetzt werden konnten.
Gravierender jedoch wirkte wohl, dass sich BAIC und der japanische Autohersteller Suzuki Motor Corporation nicht mehr einvernehmlich auf ein Modell der Zusammenarbeit in Sachen Auto-Neuentwicklungen haben einigen können, seitdem der BAIC-Konzern Mehrheitseigner von Changhe Auto geworden ist. Die Verantwortlichen von Suzuki waren nicht länger bereit, neue Technologien an Changhe Auto zu liefern. Der Dissenz war so tief, dass zuletzt BAIC an Changhe Auto Fahrgestelle geliefert hat, die zur Weiterentwicklung für neue Automodelle bei Changhe Auto herangezogen wurden, die eigentlich von Suzuki hätten kommen müssen (Stand: Mai 2017). Die Unstimmigkeiten zwischen BAIC und Changhe einerseits und Suzuki andererseits traten etwa beim Modell „Liana“ zutage: Ungefähr im Herbst 2017 sollte vom „Changhe-Suzuki Liana A6“ eine neue Baureihe auf den Markt gebracht werden. Die Changhe-Ingenieure hatten zu diesem Zweck bereits einen Prototyp entwickelt, der serienreif und präsentierbar war, der auf einem „Beijing Senova D50“-Fahrgestell aufgebaut worden ist. Dieses Modell trug auf dem Frontgrill die Aufschrift „CHANGHE“ in Großbuchstaben. Es sieht so aus, als habe der BAIC-Konzern hier dadurch vollendete Tatsachen schaffen wollen, dass der „Liana A6“ in die Modellpalette von Changhe „einverleibt“ wurde, indem nicht mehr, wie es jahrzehntelang zuvor üblich war, Changhe und Suzuki sich paritätisch in die Modellentwicklung eingebracht haben, sondern hier nun Changhe dem Partnerunternehmen Suzuki zuvorgekommen ist. Die Verantwortlichen der Suzuki Motor Corporation waren offensichtlich damit nicht einverstanden, denn der „Liana“ war bis dato ein Kernmodell in der Modellpalette des Joint-Ventures Changhe-Suzuki Auto, nicht jedoch von Changhe Auto. Wahrscheinlich weigerten sie sich, Changhe Auto und dem BAIC-Konzern dies so durchgehen zu lassen. Mit Sicherheit handelte es sich dabei um eine Hinwegsetzung über bis dato getroffene Vereinbarungen zwischen Changhe Auto einerseits und Suzuki Motor Corporation andererseits. Zu einem offiziellen Rechtsstreit ist es wohl nicht gekommen. Markttechnisch bedeutet dies, dass das Liana-Modell dem Unternehmen Changhe Auto in die Modellpalette einverleibt wurde. Dies ist jedoch nicht folgenlos geblieben, dadurch, dass die Suzuki Motor Corporation ihren Joint-Venture-Anteil in Höhe von 46 % an Chang’an veräußert hat. Damit hat das Joint-Venture-Unternehmen nach dreiundzwanzigjähriger Zusammenarbeit faktisch aufgehört zu existieren.
Der Hauptsitz von Jiangxi Changhe-Suzuki Auto befand sich in der bezirksfreien Stadt Jingdezhen in der Provinz Jiangxi. Ein weiterer Firmensitz lag in der Stadt Weihai in der Provinz Schandong.

## Fahrzeugmodelle
Nachstehend ehemalige Modelle von Jiangxi Changhe-Suzuki Auto:

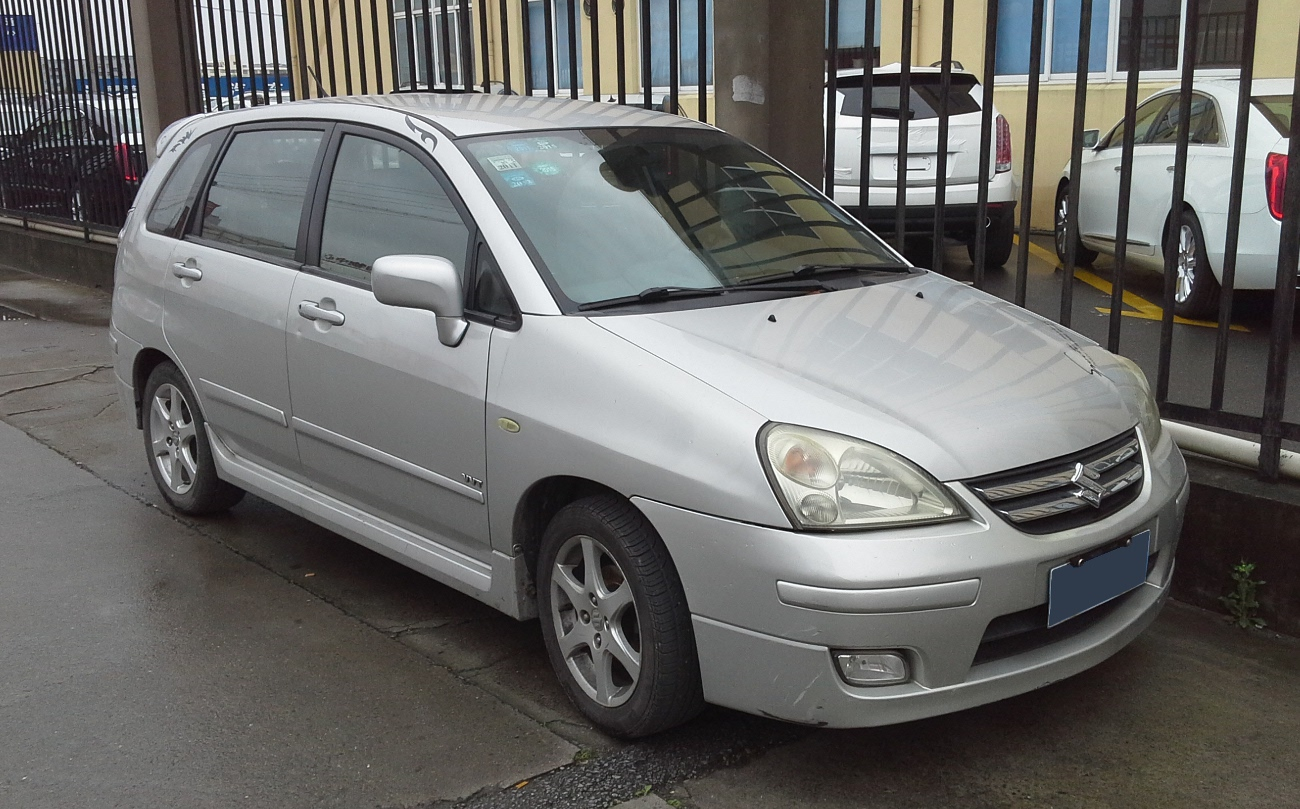
Ein Suzuki Liana a+ Hatchback. Dieser Modelltyp wurde im Oktober 2010 in den chinesischen Markt eingeführt.

- Changhe-Suzuki Morse (Oktober 2003–?) (Produkttypen CH6352/CH6352A/CH6352B/CH6352C) Bei dem Modell handelt es sich um einen Minibus. Das Modell wurde Anfang Juni 2002 auf der Beijing Motor Show der Öffentlichkeit präsentiert und im Oktober 2003 auf den Markt gebracht.[15]
- Changhe-Suzuki Landy[16][17] (etwa seit Jahresanfang 2007) (Produkttyp CH6391/CH6391A3/CH6391A1/CH6391A2/CH6391C2/CH6391C4)
- Changhe-Suzuki Beidouxing (auch als „Big Dipper“ bezeichnet) (basierend auf der ersten Generation des Suzuki Wagon R) (2004-2018) (Produkttypen anfangs CH6350A/CH6350/CH6350D/CH6350C/CH6350B, später CH7100A?/7100A2?/CH7100?/CH7110?/CH7110A?/CH7120? sowie CH7140/CH7140A/CH7140A1/CH7140B1/CH7140D/CH7140D1) Ein Facelift gab es Ende 2009/Anfang 2010, wobei dies teilweise zusätzlich mit einem „e+“ gekennzeichnet wurde[18], eine Ergänzungsbezeichnung, die möglicherweise auch nur Exportbezeichnung sein könnte.
- Changhe-Suzuki Beidouxing X5 (Oktober 2012-2018) (Produkttypen CH7143A/CH7143B), mit einem vergrößerten Radstand im Vergleich zum e+[6] Planungen zufolge sollte das Modell unter einem neuen Markenlogo auf den Markt gebracht werden[6], was dann wohl auch geschehen ist.[Anmerkung 1]
- Changhe-Suzuki Liana a+ (seit Oktober 2010)[19] (Produkttypen CH7145?/7146?)
- Changhe-Suzuki Liana A6 (seit November 2017) (Produkttypen CH7151BA2?/CH7150BA2?)
- Changhe-Suzuki Splash (seit November 2011?)[20] (Produktserie CH7142, unter anderem mit den Produkttypen CH7142A/CH7142B/CH7142C/CH7142D/CH7142D1/CH7142E)

## Modelle aus der Zeit, als Changhe noch keine eigenständige Marke mit eigenem Logo war
Nachstehend ehemalige Fahrzeugmodelle von Changhe Aircraft Industries beziehungsweise deren Vorläufer, die mit Suzuki-Lizenz gebaut wurden:
- Changhe-Suzuki CH1010 (Minivan??, entspricht Suzuki Carry ST 90VT) (1982–1984??)
- Changhe-Suzuki CH6320 (Minivan, entspricht Suzuki Carry ST 90VT) (1984–2000??)
- Changhe-Suzuki CH6321 / CH6321Ei (Minivan, entspricht Suzuki Carry SK 410VT) (1993–2002)
- Changhe-Suzuki CH6321D (Minivan, entspricht Suzuki Carry SK 410VT) (1993–2002)
- Changhe-Suzuki CH6328 / CH6328Ei (Minivan, entspricht Suzuki Carry SK 410VT) (1993–2002)
- Changhe-Suzuki CH1011 / CH1011Ei, später CH1011AEi (Pick-Up, entspricht Suzuki Carry SK 410VT) (1993–2002)?
- Changhe-Suzuki CH1012 / CH1012Ei, später CH1012LEi (Pick-Up, entspricht Suzuki Carry SK 410VT) (1993–2002)